# Silnik wysokoprężny Wärtsilä/Sulzer 14RT-flex96C
Wärtsilä RT-flex96C – silnik wysokoprężny, wodzikowy, pracujący w obiegu dwusuwowym z przepłukaniem wzdłużnym (zaworowy), z wydajnym układem turbodoładowania i niskich obrotach pracy, umożliwiających bezpośrednie sprzęgnięcie wału korbowego silnika ze śrubą okrętową. Silnik został zaprojektowany przez fińskiego producenta Wärtsilä i jest przeznaczony dla dużych jednostek pływających (np. kontenerowców). Zasilany jest ciężkim olejem. W największej, 14-cylindrowej wersji ma 13,5 m wysokości, 27,3 m długości, waży ponad 2300 ton i rozwija moc 109 000 KM (81,3 MW).
14-cylindrowa wersja została oddana do użytku we wrześniu 2006 roku na pokładzie Emma Mærsk1. Konstrukcja oparta jest na starszym silniku RTA96C2. Użyto technologii common rail zamiast starszych form zasilania. Efektem jest lepsza wydajność przy niskich obrotach na minutę (rpm), niższe zużycie paliwa i obniżenie poziomu emisji szkodliwych substancji.
Przykładowe dane silnika: 
- Średnica cylindra 960 mm
- Skok tłoka 2500 mm
- pojemność skokowa jednego cylindra 1820 dm³
- zakres obrotów użytkowych 22-105 obr./min
- Pe 19,6 atm